# Перстень Лёвеншёльдов
«Перстень Лёвеншёльдов» (швед. Löwensköldska ringen) — первый роман исторической трилогии шведской писательницы Сельмы Лагерлёф, название которого иногда распространяется на всю сагу.
Трилогия включает в себя романы:
- «Перстень Лёвеншёльдов» (Löwensköldska ringen, 1925)[1]
- «Шарлотта Лёвеншёльд» (Charlotte Löwensköld, 1925)[2]
- «Анна Сверд» (Anna Svärd, 1928)[3]

Действие трилогии охватывает временной промежуток в сто с лишним лет — с первой половины XVIII века до середины XIX века.

## Перстень Лёвеншёльдов
Первый роман трилогии посвящён истории проклятого перстня Лёвеншёльдов и несчастий, которые кольцо приносило своим хозяевам. Прославленный генерал Лёвеншёльд получил золотой с сердоликом, очень ценный перстень от короля Карла XII в награду за верную службу. После смерти генерала, согласно завещанию, перстень был положен с ним в могилу, но несколько лет спустя крестьян Борд Бордссон с женой, улучив момент, когда склеп был открыт, выкрали перстень. Следующие семь лет крестьянина преследовали несчастья — сгорела усадьба, полег скот, а жена, в конце концов, бросилась в озеро.
После смерти Борда перстнем завладел его сын Ингильберт, но спустя всего несколько дней юношу нашли мертвым в лесу, а перстень исчез. По обвинению в убийстве казнили троих путников, обнаруживших тело. Злосчастный перстень снова обнаруживается через тридцать лет в вещах одного из казненных, и нашедшие решают вернуть его барону Адриану Лёвеншёльду. С тех пор и в усадьбе Лёвеншёльдов начинаются несчастья — обитатели убеждены, что в доме обитает призрак старого генерала, а молодой барон тяжело заболевает. Только когда домоправительница Мальвина Спаак, влюбленная в молодого Лёвеншёльда, догадывается вернуть перстень в могилу генерала, проклятие перестает действовать, болезнь Адриана отступает и в усадьбе снова воцаряется покой.

## Шарлотта Лёвеншёльд
Второй роман трилогии о Лёвеншёльдах повествует о потомках барона Адриана, в частности, Карле-Артуре Экенстеде, который с одной стороны проявляет необыкновенные дарования проповедника и лидера для общины, с другой стороны, совершает неприглядные поступки, поддаваясь на искусные манипуляции и не имея сил им противостоять по причине собственного эгоизма. Главная героиня, Шарлотта Лёвеншёльд, будучи невестой «проклятого» наследника, делает все возможное и невозможное, чтобы помочь выпутаться своему жениху из паутины лжи, но терпит поражение. На нее проклятие не распространяется, и она вскоре находит счастье в браке с достойным человеком.

## Анна Сверд
В третьем романе трилогии «Перстень Лёвеншёльдов» Карл-Артур, не желая уступать родителям и порвав с ними отношения, женится на Анне Сверд. Молодая жена надеется на отдельную пасторскую усадьбу со служанкой в доме и большим хозяйством. Каково же было ее разочарование, когда она увидела домишко, состоящий из комнаты и кухни, и узнала, что стряпать, топить печь и делать все прочее по дому ей придется самой. Все надежды рушатся в один миг. Несчастная далекарлийка сразу же понимает, что в этом доме ей уготована роль служанки. Она приходит в отчаяние, не находя понимания и любви со стороны Карла-Артура, и лишь ее сильная, трудолюбивая натура помогает ей выдержать испытание…